# Ugo Ihemelu
Ugochukweu (Ugo) Ihemelu (nacido el 3 de abril de 1983 en Enugu, Nigeria) es un futbolista estadounidense que actualmente juega para el FC Dallas de la Major League Soccer.

## Selección nacional
Ha sido internacional con la selección de fútbol de los Estados Unidos, ha jugado 2 partidos internacionales.

## Clubes
| Club               | País           | Año       |
| ------------------ | -------------- | --------- |
| Los Angeles Galaxy | Estados Unidos | 2005-2006 |
| Colorado Rapids    | Estados Unidos | 2007-2009 |
| FC Dallas          | Estados Unidos | 2009-     |